# St.-Martinskirche (Wichmannshausen)

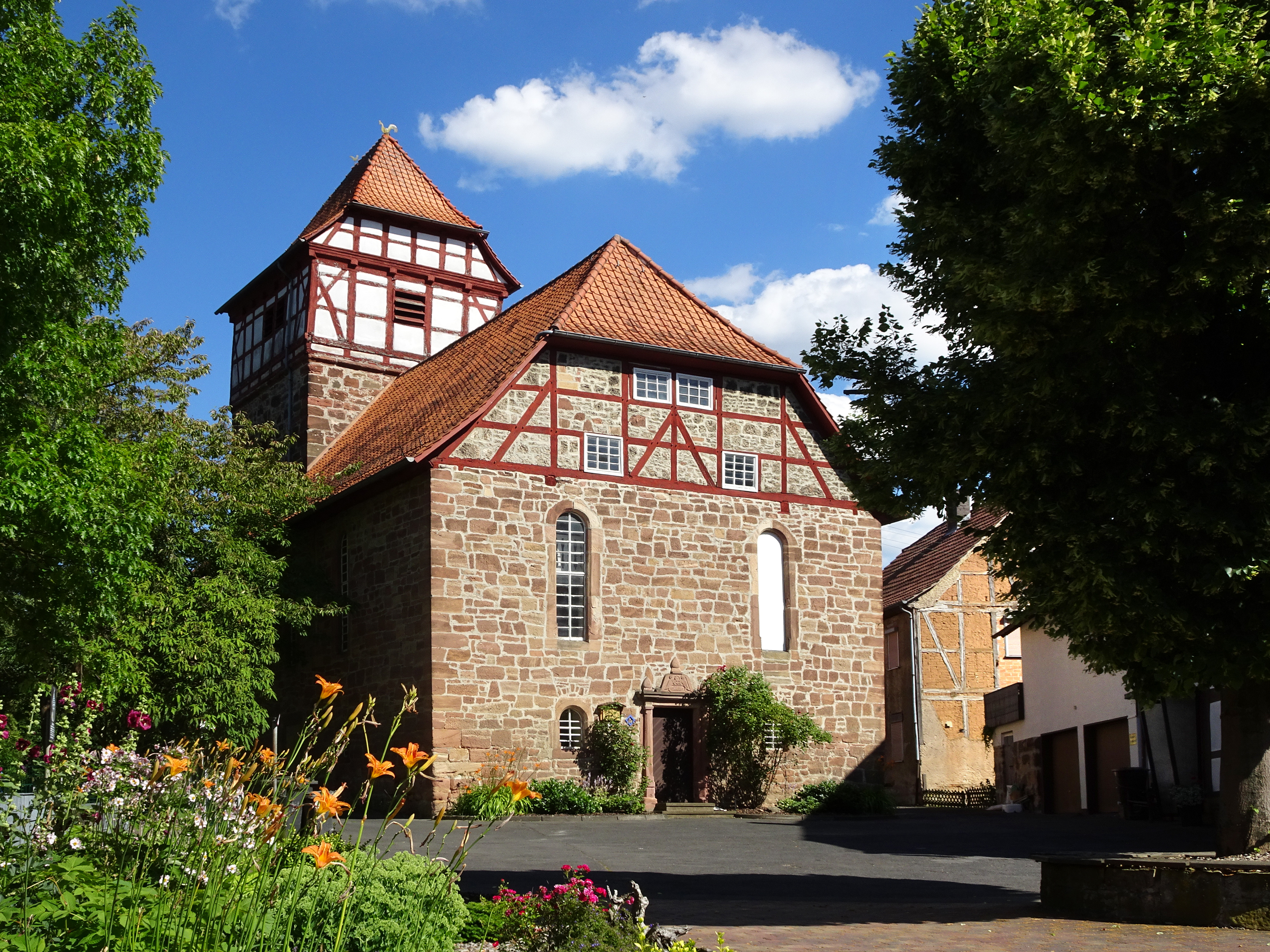
Die westliche Seite der St.-Martinskirche zu Wichmannshausen.

Die St.-Martinskirche ist die Pfarrkirche der evangelischen Kirchengemeinde in Wichmannshausen, einem Ortsteil der Stadt Sontra im nordhessischen Werra-Meißner-Kreis. Sie gehört zu den sogenannten Bauernbarockkirchen im nordöstlichen Hessen, deren Innenräume eine farbenfrohe üppige Ausmalung schmücken. Wegen ihrer künstlerischen, geschichtlichen und baulichen Bedeutung ist die St.-Martinskirche ein geschütztes Kulturdenkmal. Die Kirchengemeinde Wichmannshausen bildet mit den Gemeinden Hoheneiche und Mitterode das Kirchspiel Wichmannshausen-Hoheneiche-Mitterode, das zum Kirchenkreis Werra-Meißner im Sprengel Kassel der Evangelischen Kirche von Kurhessen-Waldeck gehört. Gemeinsam feiern die drei Gemeinden am ersten Sonntag im Juli einen „Gottesdienst im Grünen“ an der „Lauseeiche“.

## Kirchengebäude
Zu den ältesten Bauteilen der Kirche gehört der untere Bereich des hohen gotischen Chorturms, dessen Errichtung in das 12. oder 13. Jahrhundert datiert wird. Das Obergeschoss des Turms mit der Holzfachwerkkonstruktion wurde in den 1480er Jahren aufgesetzt.

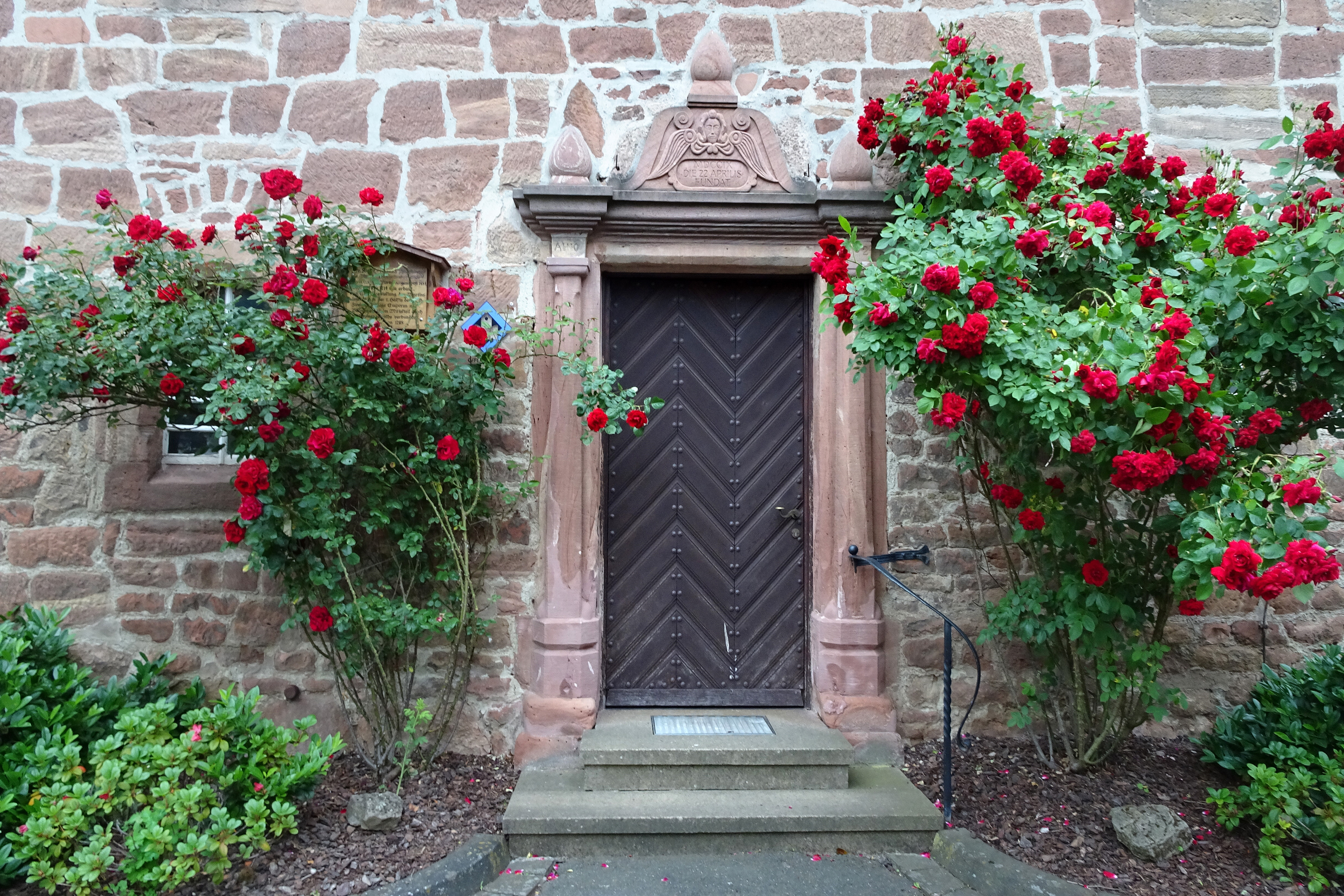
Die Eingangstür an der Westseite des Kirchenschiffs.

Das Kirchenschiff wurde, wie der Turm, in massivem Sandsteingefüge errichtet. Den barocken Saalbau romanischen Ursprungs schließt ein Krüppelwalmdach ab. Zerstört und ausgebrannt im Dreißigjährigen Krieg (1618–1648) wurde es erst Generationen später wieder neu errichtet. Nach dem langanhaltenden Krieg waren die ländlichen Gebiete verwüstet, die Dörfer gebrandschatzt und ihre Kirchen zerstört. Es dauerte lange, bis die Orte wieder aufgebaut werden konnten.
Der Neubau begann in den ersten Jahren des 18. Jahrhunderts. Dabei blieben die Außenmauern stehen und das Kircheninnere und der erhöhte Dachstuhl wurden neu gestaltet. Um ausreichend Sitzplätze zu gewinnen, entstanden im Kirchenschiff an drei Seiten zweigeschossige Emporen auf Holzsäulen, die bis zur Decke reichen und über dem Mittelteil die Rundtonne tragen. Diese Raumkonzeption wurde in Anlehnung an die Schmalkaldener Schlosskirche verwirklicht, die zum prägenden Vorbild für zahlreiche protestantische Kirchenbauten geworden war.
Ein weiteres Charakteristikum stellt die konsequente Verwendung von Holz anstelle von Stein und Stuck dar. In dem waldreichen Bergland der Region war Holz ein bewährter und kostengünstiger Baustoff. Zum einheitlichen Stil dieser Kirchen gehörte ebenfalls, dass alle Holzflächen ausgemalt wurden. Kein Holz sollte als solches mehr sichtbar sein. So ist die Holztonnendecke der St.-Martinskirche zum Himmelsgewölbe geworden, auf dessen blauem Grund Wolken und Gestirne sichtbar werden. Im Jahr 1968 wurde sie umfangreich überarbeitet.

## Ausstattung

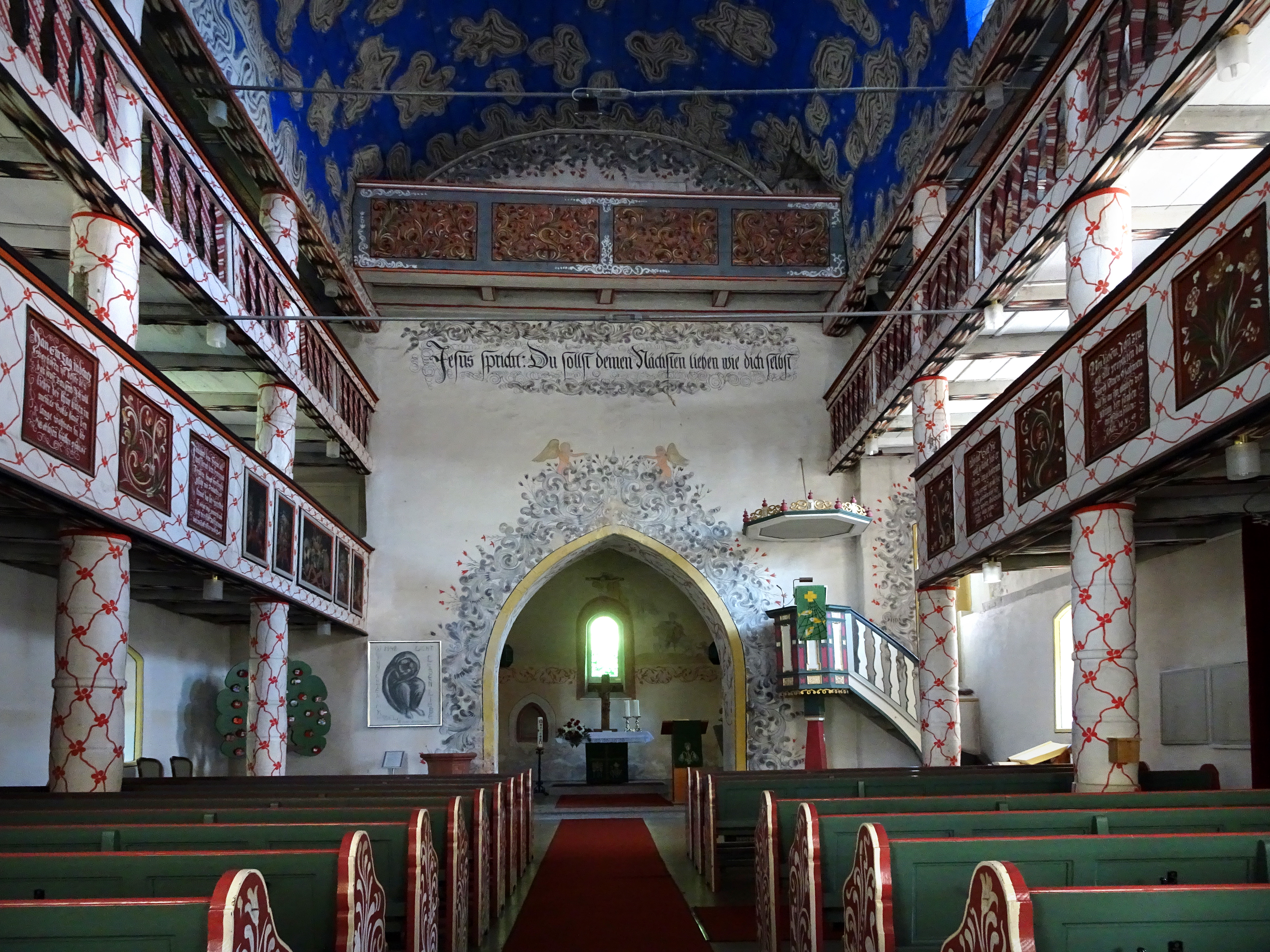
Das Innere prägt der Gegensatz zwischen dem schlichten gotischen Chorraum und dem barock ausgestalteten Kirchenschiff.

Während das äußere Erscheinungsbild einen wehrhaften Eindruck vermittelt, eröffnet sich im Innenraum „ein bunter barocker Festsaal“, der die Besucher mit einer üppigen Ausmalung überrascht. Auf den Brüstungen der Emporen finden sich Bildpredigten mit einer Kombination von Texten und farbigen Blumenornamenten, die der Bezeugung des Evangeliums und der Ermahnung zu einem christlichen Lebenswandel dienen sollen. „Hier hat um 1700 die Bilderfreude des Barockzeitalters sakrale Räume geschaffen, die die zeitgenössische Freude an Farben und Bildern zu nutzen wusste, um den evangelischen Glauben zum Ausdruck zu bringen.“ Die Maler waren meistens regional tätige Handwerker, die sich bei der Ausmalung bewährter Motive und Traditionen bedienten.
Ein besonderer Ausstattungsgegenstand ist das klassizistische Epitaph aus dem Ende des 18. Jahrhunderts der Caroline von Boyneburg, geborene Gräfin von Wartensieben, die mit ihrem Mann im Kirchenchor begraben liegt. Als wertvoll angesehen werden auch die Darstellung des gekreuzigten Jesus im Zentrum des Chores sowie das restaurierte Martinsbild mit der Mantelteilung an der östlichen Wand des Altarraums. Sie gehören zu den ältesten Malereien in der Kirche. Als erwähnenswert gelten auch die Kanzel aus dem ersten Drittel des 18. Jahrhunderts, das noch ursprüngliche Gestühl und die im Jahr 1730 fertiggestellte Dauphin-Orgel.

## Orgel

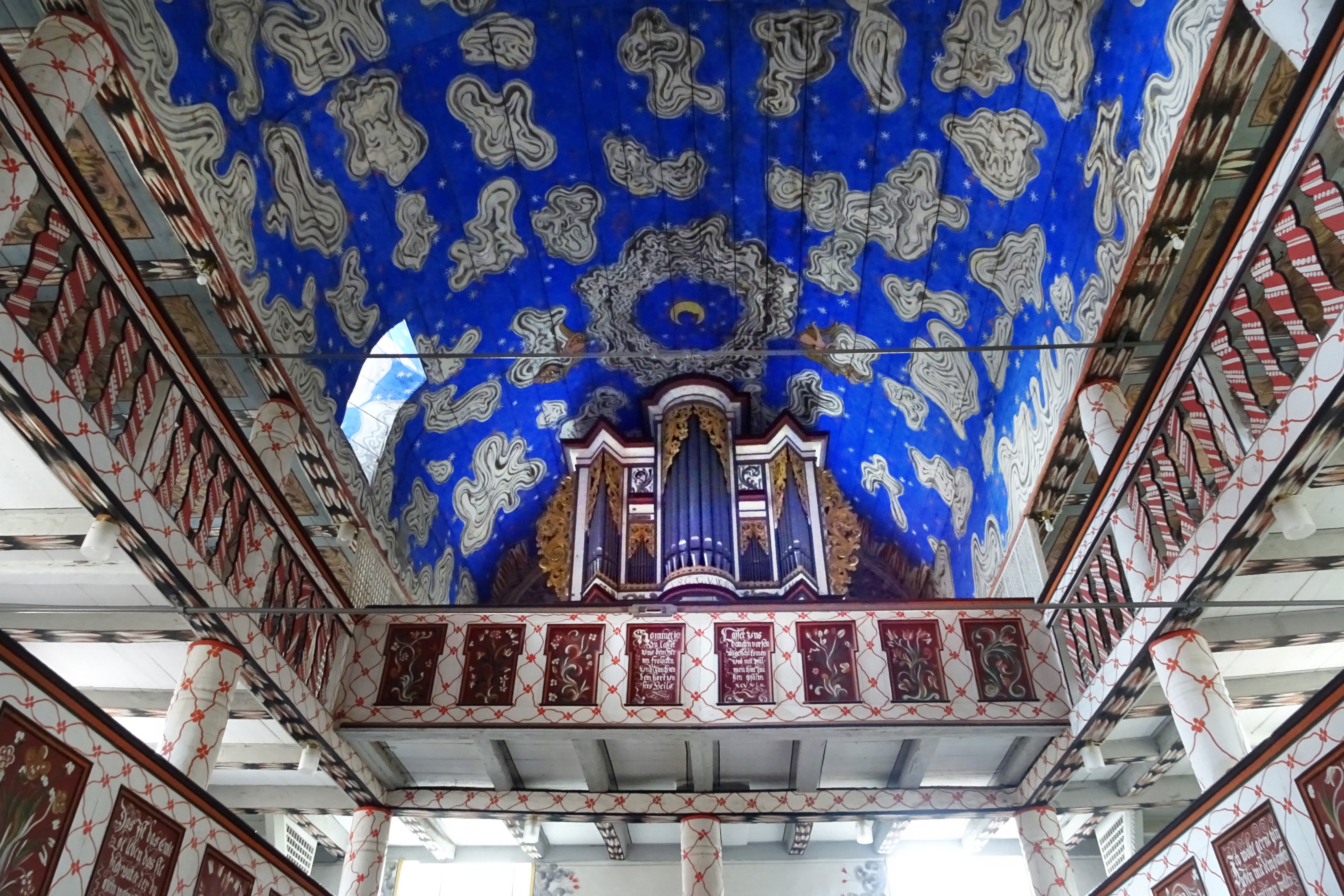
Die im Jahr 1730 fertiggestellte Orgel von Johann Eberhard Dauphin gehört zu den bemerkenswerten Ausstattungsgegenständen der St.-Martinskirche.

Die Orgel baute im Jahr 1730 Johann Eberhard Dauphin, der mit der Orgel in der St.-Nikolaus-Kirche zu Mitterode in 1728 und der St.-Martinskirche zu Hoheneiche in 1731, alle drei Orgeln im Kirchspiel Wichmannshausen geschaffen hat. Der um 1670 geborene Dauphin war der Sohn einer hugenottischen Familie, die zunächst in Dörna bei Mühlhausen in Thüringen nachweisbar war. Sein Vater hatte durch den Erwerb von Grundbesitz im Nicolaiviertel von Mühlhausen das Bürgerrecht erworben. Johann Eberhardt erlernte, wie auch sein jüngerer Bruder Johann Christian, das Orgelbauerhandwerk bei dem bekannten Mühlhäuser Meister Johann Friedrich Wender, der eng mit Johann Sebastian Bach zusammengearbeitet hatte. Nach Abschluss seiner Lehre arbeitete Dauphin zunächst einige Jahre in der Werkstatt Wenders als Geselle. Zwischen 1713 und 1715 siedelte Dauphin mit seiner Familie nach Iba, in die damalige Landgrafschaft Hessen-Kassel über. In der Kirche zu Iba, die Jakobus dem Älteren geweiht war, schuf er eine große Orgel, von der das Gehäuse und sechs Register noch original erhalten sind. Von seinem umfangreichen Werk lassen sich innerhalb der nordhessischen Region acht Orgeln nachweisen, einschließlich der drei Orgeln im Kirchspiel Wichmannshausen. Unmittelbar nach der Fertigstellung seiner letzten Orgel ist er verstorben. Gemeinsam mit seiner Frau Anna Regina wurde er im April 1731 auf dem damaligen Friedhof neben der Kirche in Hoheneiche begraben.

## Pfarrer Kurt Reuber und die Stalingradmadonna
Nach seiner Promotion zum Doktor der Theologie übernahm Kurt Reuber (1906–1944) im April 1933 den Pfarrdienst in Wichmannshausen, Hoheneiche und Mitterode und begann zu dieser Zeit auch mit dem Medizinstudium in Göttingen, das er ebenfalls als Doktor abschloss. Im Jahr 1939 wurde er eingezogen und nahm ab November 1942 als Truppenarzt an der Schlacht von Stalingrad teil. Weihnachten 1942 zeichnete Kurt Reuber mit Kohle auf der Rückseite einer russischen Landkarte, 105 mal 80 Zentimeter groß, für seine Kameraden eine Mutter, umfangen von einem schützenden Tuch, die sich ihrem Kind zuneigt, mit der Umschrift „1942 Weihnachten im Kessel – Festung Stalingrad – Licht, Leben, Liebe“. Für viele ist die „Madonna von Stalingrad“ zum Sinnbild für die Grausamkeit des Krieges und auch der Geborgenheit im schlimmsten Schrecken geworden. Die Wichmannshäuser Kirche beherbergt an der Taufsteinseite eine Replik der Madonna, das Original wird in der Berliner Kaiser-Wilhelm-Gedächtniskirche ausgestellt. Pfarrer Reuber starb 1944 in russischer Kriegsgefangenschaft. Im Februar 1946 hielt der Pfarrer und Dichter von Kirchenliedern, Arno Pötzsch in der St.-Martinskirche die Trauerfeier.

## Patronat

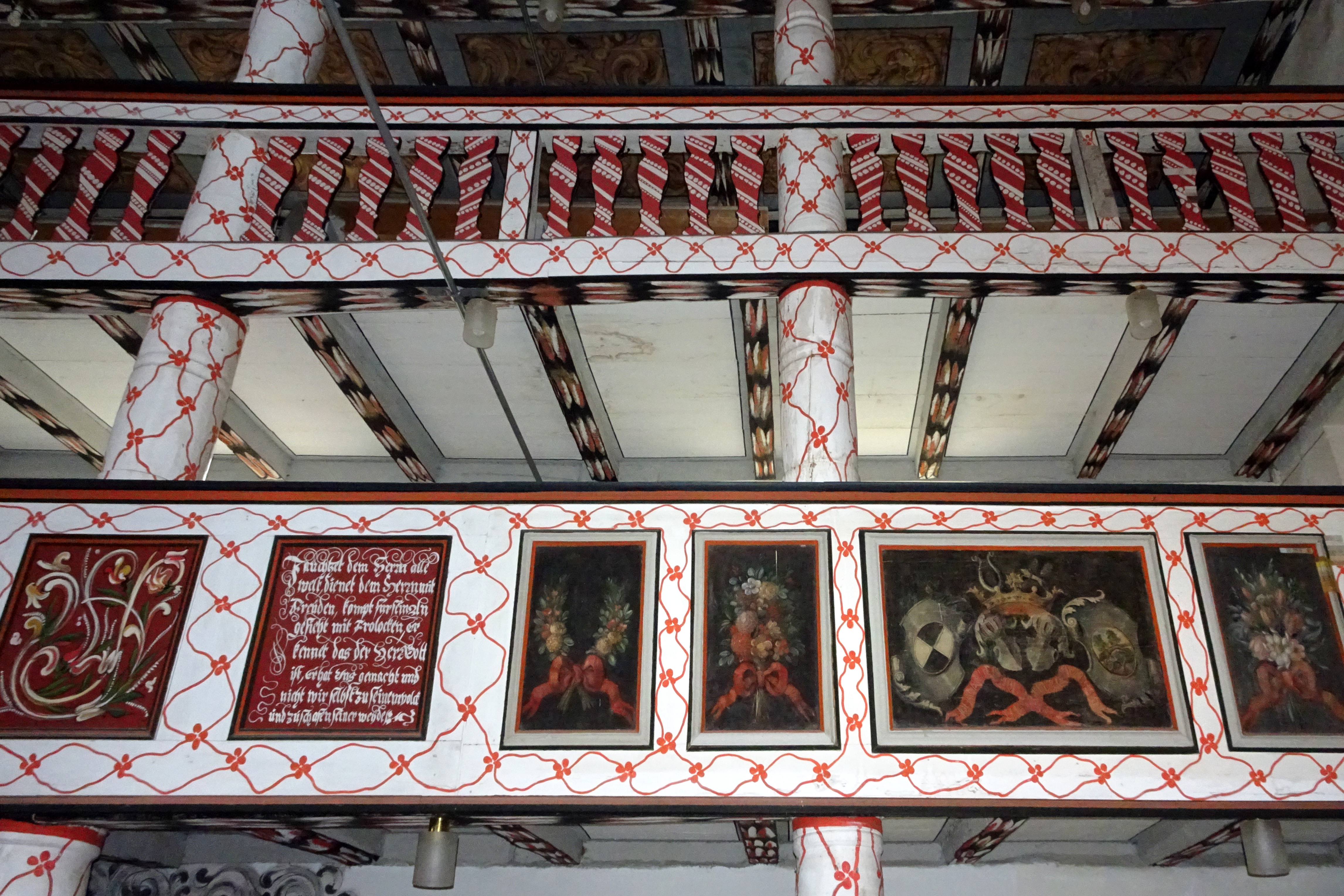
Die Empore im ersten Obergeschoss über dem Taufstein dient als Patronatsloge derer von Boyneburgk.

Die St.-Martinskirche ist eine Patronatskirche der Familie von Boyneburgk. Bis Ende des 15. Jahrhunderts besaß das Eschweger Cyriakusstift das Patronat. Neben dem Patronatsrecht über eine Reihe von Pfarrkirchen, verfügte es auch über weltliche Lehen, verteilt in einem Gebiet vom Eichsfeld und der Gegend um Mühlhausen bis in den Bereich des Amtes Sontra. Nach der Einführung der Reformation in Hessen wurde das Stift im Jahr 1527 säkularisiert und die Besitzungen gingen in das landgräfliche Vermögen über. Das teilsouveräne Fürstentum der Landgrafschaft Hessen-Rotenburg, die sogenannte „Rotenburger Quart“ übernahm von 1627 bis 1834 das Patronatsrecht der ehemaligen landesherrlichen Pfarrstellen und hat das Patronat im Jahr 1834 an das niederhessisch-thüringische Adelsgeschlecht Boyneburg-Stedtfeld vertauscht. Der Patron der St.-Martinskirche ist seit den 1970er Jahren Otto von Boyneburgk vom Gut Boyneburgk. Neben dem Ehrenrecht auf einen besonderen Sitzplatz in der Kirche besitzt der Patron das Präsentationsrecht vor jeder Besetzung der Pfarrstelle gehört zu werden.

## Denkmalschutz
Aus geschichtlichen, künstlerischen und städtebaulichen Gründen ist die Kirche unter der Nummer 38720 in das Denkmalverzeichnis des Landes Hessen eingetragen worden. Sie befindet sich innerhalb der Gesamtanlage Wichmannshausens, zu der Fachwerkhäuser aus dem 17. und 18. Jahrhundert entlang der Eschweger Straße gehören und die kleinmaßstäbliche Bebauung der Kurzen Gasse, die von der Hauptstraße abzweigt. Mit einbezogen ist auch das Schloss der von Boyneburg mit den Wirtschaftsgebäuden sowie dem Nutzgarten mit Resten der ursprünglichen Ummauerung. Die wegen ihrer künstlerischen und städtebaulichen Bedeutung geschützte Gesamtanlage hat im Denkmalverzeichnis des Landes Hessen die Nummer 38714.

## Besucherhinweis
An der Kirche führt der Elisabethpfad von Eisenach nach Marburg und der „Barbarossaweg“, mit der Wegzeichen-Markierung X8, vorüber. Auch der Herkules-Wartburg-Radweg, von Kassel bis Eisenach und die Nordhessenroute Eder-Fulda-Werra des Hessischen Radfernwegs R5 führen an der St.-Martinskirche vorbei.